# 16034 Prechoudhary
16034 Prechoudhary è un asteroide della fascia principale. Scoperto nel 1999, presenta un'orbita caratterizzata da un semiasse maggiore pari a 2,4653114 au e da un'eccentricità di 0,1050507, inclinata di 4,75964° rispetto all'eclittica.